# La Belle-mère (film)
Pour plus de détails, voir Fiche technique et Distribution.
La Belle-mère (Мачеха, Matchekha) est un film soviétique réalisé par Oleg Aleksandrovitch Bondariov (ru), sorti en 1973.

## Fiche technique
- Titre original : Мачеха
- Titre français : La Belle-mère[1]
- Réalisation : Oleg Bondariov
- Scénario : Maria Khalfina, Sergueï Smirnov
- Photographie : Igor Tchernykh
- Musique : Grigori Ponomarenko
- Pays d'origine : URSS
- Format : Couleurs - 35 mm - Mono
- Genre : drame
- Durée : 84 minutes
- Date de sortie :
  - Union des Républiques socialistes soviétiques : 15 octobre 1973

## Distribution
- Tatiana Doronina : Choura
- Leonid Nevedomski : Pavel Egorovitch
- Lena Kostereva : Sveta
- Sacha Dalioki : Yourka
- Ira Khlopkova : Alionka
- Nadejda Fedossova
- Tamara Sovtchi : Polina
- Vladimir Samoïlov : Viktor Vikentievitch